# Guillaume Rouillé

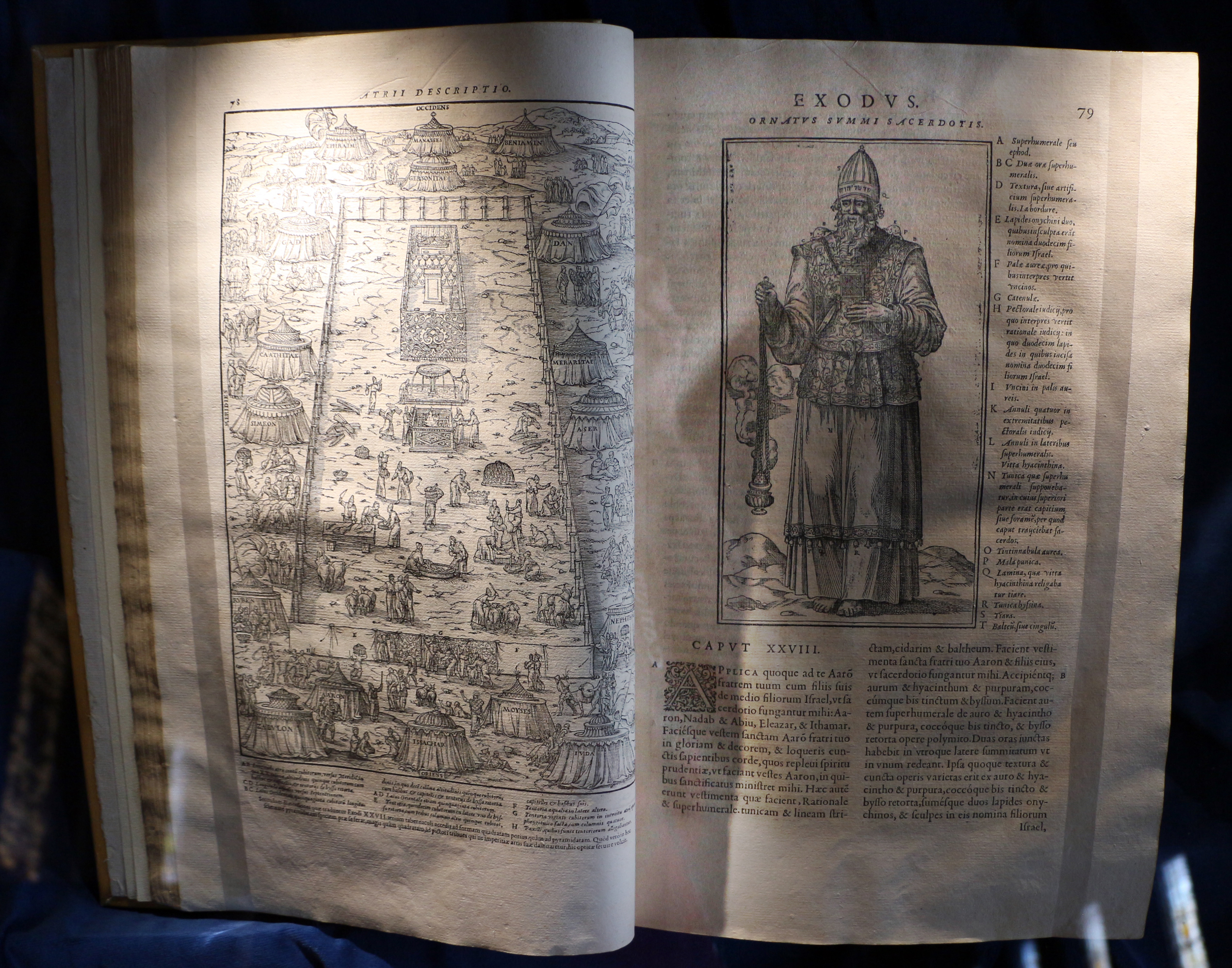
Vulgata edita da Guillaume Rouillé, 1566

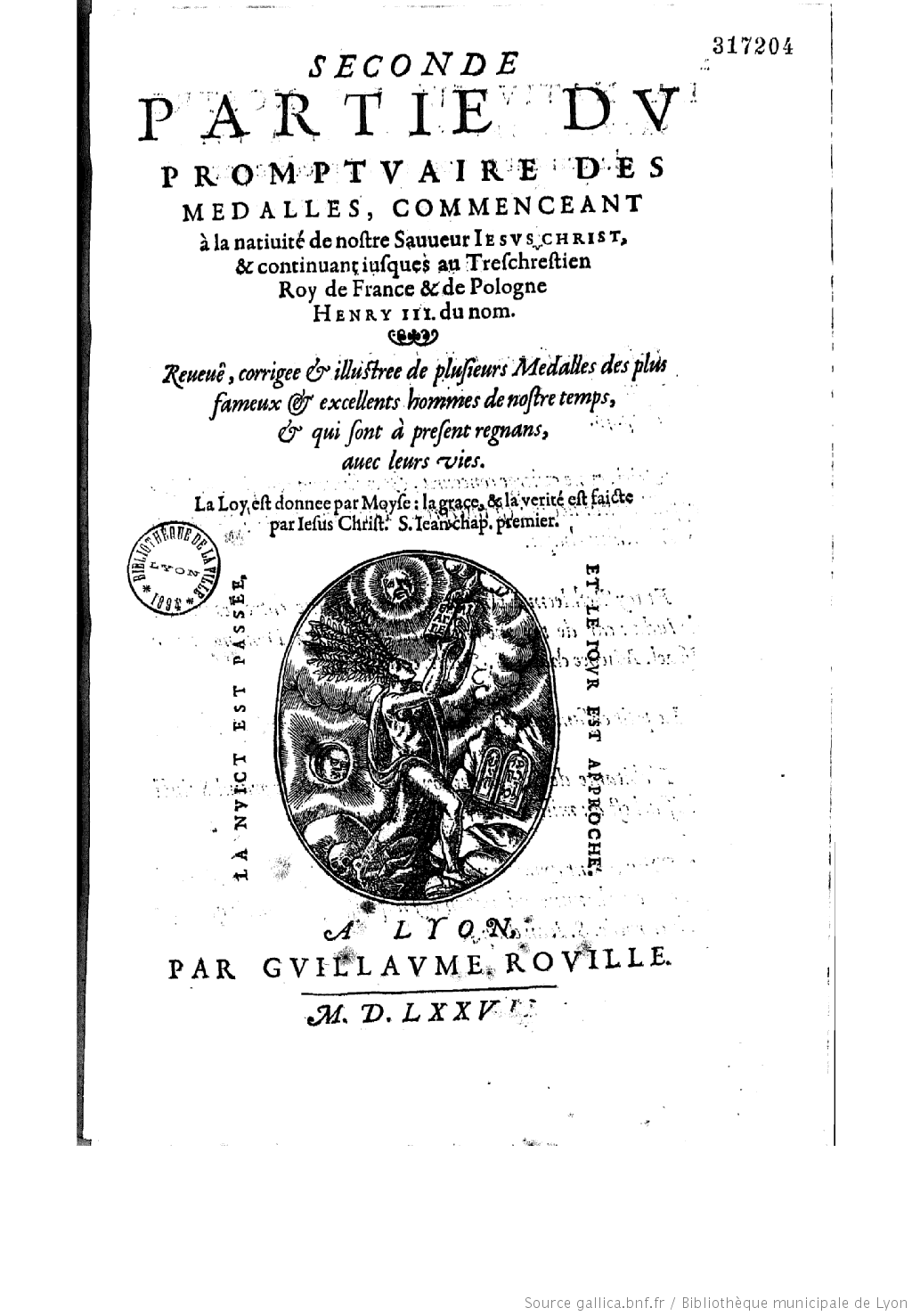

Guillaume Rouillé (Dolus-le-Sec, 1518 – Lione, 20 giugno 1589) è stato un editore e umanista francese.

## Biografia
Rouillé diventò subito famoso per la sua passione riguardante la stampa e l'iconografia. Infatti giovanissimo si trasferì a Venezia presso l'ufficio-stampa di Gabriele Giolito de Ferrari (uno dei primi tipografi italiani della storia) ed iniziò a studiare per poi iniziare a stampare i suoi primi testi intorno al 1543. Le opere di Rouillé riguardavano poesia, letteratura e soprattutto storiografia antica.
Egli fu conosciuto successivamente in tutta la Francia per la traduzione dei libri di Andrea Alciato e Paolo Giovio e la sua passione aumentò così tanto che si spinse a tradurre ed a scrivere anche in latino, componendo le raccolte Promptuarii Iconum Insigniorum (Prontuari sui personaggi mediante figure ed insegne) nel 1553 e Sententiae omnes undiquaque selectissimae (Sentenze scelte sul parere di tutti) nel 1555, queste ultime basate sulle teorie di Aristotele.
Ottenuto il successo desiderato, Rouillé continuò a stampare fino alla morte avvenuta nel 1589.